# Sichoulu
Sichoulu (kinesiska: 丝绸路, 丝绸路街道) är en socken i Kina. Den ligger i provinsen Shandong, i den östra delen av landet, omkring 79 kilometer öster om provinshuvudstaden Jinan. Antalet invånare är 46 513. Befolkningen består av 24 277 kvinnor och 22 236 män. Barn under 15 år utgör 13,0 %, vuxna 15-64 år 77 %, och äldre över 65 år 9,0 %.
Genomsnittlig årsnederbörd är 818 millimeter. Den regnigaste månaden är juli, med i genomsnitt 300 mm nederbörd, och den torraste är januari, med 6 mm nederbörd.